# André Bourguignon
André Bourguignon (París, 8 de agosto de 1920 - 9 de abril de 1996), psiquiatra francés.

## Carrera
Se desempeña como profesor agregado de psiquiatría en la Universidad de París XII y en el Centro Hospitalario Universitario de Créteil. En el transcurso de su carrera, su impronta profundamente humanista le ha conducido de la medicina somática clásica a la psiquiatría de inspiración psicoanalítica, y posteriormente a una vasta síntesis antropológica.
Se ha dedicado al proyecto de editar las obras completas de Sigmund Freud. En un artículo titulado Traduire Freud? hace una reseña de las primeras traducciones francesas, poniendo en evidencia la heterogeneidad de textos disponibles hasta ese momento. Así, bajo su durección, y con la participación de Pierre Cotet y Jean Laplanche, se dedican a editar las obras de Freud, que se publican a partir de 1984; esta edición se caracteriza por una coherencia terminológica rigurosa, con búsqueda de equivalencias entre el francés y el alemán para todos los términos cargados de valor metapsicológico importante.

### El sueño
- Recherches récentes sur le rêve, Métapsychologie freudienne et neurophysiologie, Les Temps modernes, 1966, 238, 1603-1628.
- Le rêve et le corps. Contribution à la théorie psychosomatique, Revue de médecine psychosomatique et de psychologie médicale, 7967, 9, 3, 775-185.
- Neurophysiologie du rêve et théorie psychanalytique, La Psychiatrie de l'enfant, 1968, 11, 1-69.
- Phase paradoxale et métapsychologie freudienne, in Rêve et conscience, sous la direction de P. Wertheimer, Paris, P.U.F., 1968.
- Fonctions du rêve, N.R.P., 1972, 5, 181-195.
- Le rêve, entre la psychophysiologie et la psychanalyse (1978), in A.S. Pringishvili, A.E. Sherozia et F.V. Bassin (eds.), The Unconscious, Nature, Functions, Methods of Study, Tbilissi "Metsierelsa", Publ. House, t. II, 52-70.

### Psicopatología y psiquiatría
- La découverte par Aldini (1804) des effets thérapeutiques de l'électrochoc sur la mélancolie, Annales médico-psychologiques, 1964, 122, 2, 1, 29-36.
- Propos sur le rêve, la cataplexie et l'épilepsie. Voie motrice et vie psychique, L'Évolution psychiatrique, 1971, 36, 1-11.
- Narcolepsie et psychanalyse, Communication au 1.er Symposium international sur la narcolepsie, La Grande Motte, 7-9, VII, 1975.
- Narcolysy and psychoanalysis in C. Guilleminault, W.C. Dement and P. Passouant (eds.) Narcolepsy, New-York, Spectrum Publications 1976, 257-261.
- Situation du vampirisme et de l'autovampirisme, Annales médico-psychologiques, 1977, 135, 1, 2, 181-196.
- Application d'une hypothèse éthologique à l'énurésie (en collaboration avec F. Gulllon), La Psychiatrie de l'enfant, 1977, 20, 1, 223-244.
- Hallucination négative, déni de la réalité et scotomisation, Annales médico-psychologiques, 1980, 138, 2, 129-153.
- Fondements neurobiologiques pour une théorie de la psychopathologie. Un nouveau modèle. La Psychiatrie de l'enfant, 1981, 24, 445-540.
- Psychiatrie et société. Perspectives onto- et phylogénétiques, in Hommage à P. Sivadon, Psychiatrie et Société, Toulouse, Erès, 1981, 283-293.
- Rêve, cauchemar et délire (en collaboration avec A. Manus), Psychologie médicale, 1982, 14, 1809-1815.
- Vampirism and autovampirism, in L.B. Schlesinger, E. Revitch (eds.), Sexual dynamics of antisocial behavior, Springfield, Charles C. Thomas, 1983, 15, 278, 301.
- Le problème corps-esprit du point de vue de la neurophysiologie, Psychologie médicale, 1984, 16, 6, 1045-1051.
- Biologie et classification en psychiatrie, Confrontations psychiatriques, 1984, 24, 157-179.
- Relation mère-enfant en Algérois (en coll. avec S. Garnero), La Psychiatrie de l'enfant, 1987, 30, 519-594.
- Appareil cérébral et appareil psychique, Psychologie médicale, 1991, 23, 5, 1-3.

### Historia del psicoanálisis
- Un grand médecin, René Laforgue. La Semaine des Hôpitaux de Paris, Information, 1962, nº 17, 4-5.
- Préface aux Réflexions psychanalytiques du Dr. René Laforgue, Genève, Éditions du Mont Blanc, 1965.
- La discussion entre Freud et Laforgue sur la "Scotomisation", Bulletin de l'association psychanalytique de France, 1967, 3 (2e semestre), 243 -249.
- Les relations épistolaires de Freud et Laforgue, Annales médico-psychologiques, 1968, 126, t. 1, 2, 169-176.
- Epistemological remarks concerning research on sleeping and dreaming. In G.L. Lairy and P. Salzarulo (eds.), The experimental study of human sleep: methodological problems, Ámsterdam, Elsevier, 1975, 251-260.
- À propos de l'Histoire de la psychanalyse, L'Évolution psychiatrique, 1976, 41, 1, 187-194.
- Mémorial (article de présentation de la correspondance Freud-Laforgue), Nouvelle revue de psychanalyse, 1977, 15, 235-249.
- Traduction de la correspondance Freud-Laforgue (1923-1937), Nouvelle revue de psychanalyse, 1977, 15, 251-374.
- Quelques problèmes épistémologiques posés dans le champ de la psychanalyse freudienne, Psychanalyse à l'université, 1981, 6, 23, 381-414.
- Avant-propos à la traduction de Freud biologist of the mind. Beyond the psychoanalytic legend par F.J. Sulloway, Paris, Fayard, 1981.
- Histoire de la psychanalyse, in M. Martiny et al., Histoire de la Médecine, Paris, Laffont, Albin Michel et Tchou, tome VII, 11-37.
- À propos du premier numéro de "L'Évolution psychiatrique". "Une victoire du freudisme" déclare Max Eitingon dans une lettre inédite. L'Évolution psychiatrique, 1981 46, 1029-1034.
- Traduire Freud. Avertissement. I. Singularité d'une histoire (en coll. avec O. Bourguignon), Revue française de psychanalyse, 1983, 47, 6, 1257-1279.
- Traduire Freud sans oublier le texte, Psychiatrie française, 5,88, 1988, 53-57.
- Traduire Freud (en collaboration avec P. Cotet, J. Laplanche, F. Robert), Paris, P.U.F., 1989.
- Entre langue et culture, la traduction de Freud, Psychiatrie française, nº spécial 89, 23-34 (en collaboration avec P. Cotet et J. Altounian).

### Historia de las ciencias y de la epistemología
- L'antidiagnostic, La Nef, 1971, 42, L'anti-psychiatrie, 153-172.
- La crise de la médecine contemporaine, Revue de médecine psychosomatique et de psychologie médicale, 1971, 13, 2, 123-140.
- Le drame de la médecine, in Vers une antimédecine, le médecin, le malade et la société, La Nef, 1972, 29, 49, 7-20.
- Fluctuations historiques de la notion de santé, Revue d'anthropologie médicale, 1978, 1, 1,, 3-24.
- Philippe Pinel n'est pas le père de l'histopathologie, La Nouvelle Presse médicale, 1980, 9, 44, 3315-3316.
- Certains problèmes épistémologiques évoqués par Claude Bernard, in J. et J.L. Poirier (eds.), Médecine et philosophie à la fin du XIXe siècle, Créteil, Cahier de l'I.R.U. d'histoire de la connaissance des idées et des mentalités, 1981, 2, 85-100.
- Claude Bernard, du théâtre à la philosophie. Réflexions psychobiographiques. Colloque Claude Bernard, Créteil, 28 novembre 1983.
- Introduction au Système analytique des connaissances positives de l'homme de M. le Chevalier de Lamarck, Paris, P.U.F. (reproduit en fac-similé), 1988, V-XIV.
- La crise de la psychiatrie, Lettres Sciences Culture du G.R.I.T., 1988, 3p.
- L'ébauche d'une métapsychologie chez Lamarck (en collaboration avec A. Rauzy), L'Évolution psychiatrique, 1989, 54, 4, 875-885.
- Freud, Lamarck et Darwin, in Freud: judéité, lumières et romantisme dans la création de La psychanalyse, H. Vermorel, A. Clancier et M. Vermorel (eds.), Delachaux et Niestlé, collection Champs psychanalytiques, 1996.
- Remettre l'homme à sa place, Transversales, 17, 10-12, 1992.
- La médecine actuelle est-elle folle? Transversales, sept.-oct. 1995, 5-9.

### Investigaciones en psiquiatría
- Structure du couple parental et mortalité de la descendance, Résultats d'une enquête préliminaire, La Presse médicale, 1964, 72, 7, 385-388.
- Introduction à la recherche clinique en psychiatrie, In A. Bourguignon (ed.), Séminaire d'initiation à la recherche clinique en psychologie normale et pathologique, Paris, I.N.S.E.R.M., 1982, 7-19.
- Étude de la mortalité avant 30 ans dans les familles de psychotiques (en collaboration avec S. Stylianadis, A. Livartowski et O. Bourguignon), Annales médico-psychologiques, 1989, 147, 1, 1-13.

### Textos de André Bourguignon
- Introduction à la recherche clinique en psychiatrie, par André Bourguignon (séminaire technique INSERM de mars 1979 et mars 1980)
- Le cerveau humain, par André Bourguignon et al. (publication de l'Encyclopedia Universalis)
- De la pluridisciplinarité à la transdisciplinarité, par André Bourguignon (publication du CIRET Archivado el 30 de octubre de 2009 en Wayback Machine.)
- De la pluridisciplinarité à la transdisciplinarité, par André Bourguignon (publication du GRIT)
- Introduction à L'Homme inachevé, par André Bourguignon (texte non revu par l'auteur)

### Testimonios sobre André Bourguignon
- André Bourguignon: hommage à un humaniste (enlace roto disponible en Internet Archive; véase el historial, la primera versión y la última)., par Jean-Philippe Catonné (publication du GREP)
- André Bourguignon, par François-Marie Michaut
- De qui souffrez-vous? Chapitre 2: Le remède médecin, par François-Marie Michaut

### Grabaciones radiofónicas
- André Bourguignon, psychiatre (enlace roto disponible en Internet Archive; véase el historial, la primera versión y la última)., par Jacques Chancel, émission Radioscopie du 9 mai 1974.

### Archivos diversos
- Die Ermüdbarkeit myotonischer Muskeln. La fatigabilité des muscles myotoniques. Georges Bourguignon et André Bourguignon, Biomedizinische Technik/Biomedical Engineering, 2(9):258–274, janvier 1957.

- Datos: Q2847364
- Multimedia: André Bourguignon / Q2847364